# Landerneau
Landerneau (en bretón Landerne) es una localidad francesa de 14 902 habitantes situada en el departamento de Finistère en la región de la Bretaña. Es el  chef-lieu del cantón de su nombre.
En 2011, la ciudad fue laureada, junto con la alemana con el Hünfeld, con el Premio de Europa, una distinción otorgada anualmente por el Consejo de Europa, desde 1955, a aquellos municipios que hayan hecho notables esfuerzos para promover el ideal de la unidad europea.

## Demografía
| 4 012 | 3 669 | 3 896 | 4 317 | 4 906 | 4 963 | 4 934 | 5 113 | 6 518 | 6 959 | 7 853 | 7 717 | 8 195 | 9 078 | 8 927 | 8 497 | 8 038 | 7 080 | 7 737 | 8 252 | 7 735 | 7 424 | 8 004 | 8 855 | 10 975 | 10 950 | 11 834 | 12 781 | 14 541 | 14 482 | 14 269 | 14 281 | 14 902 |
| Para los censos de 1962 a 1999 la población legal corresponde a la población sin duplicidades (Fuente: INSEE [Consultar]) |       |       |       |       |       |       |       |       |       |       |       |       |       |       |       |       |       |       |       |       |       |       |       |        |        |        |        |        |        |        |        |        |